# Zonneconstante

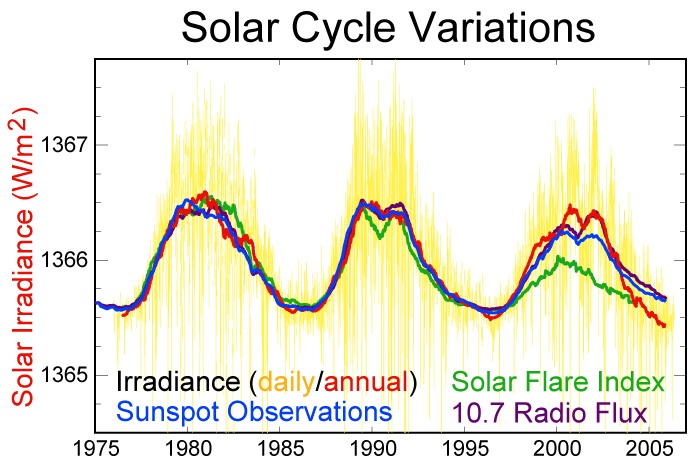
Variatie van de stralingsenergie van de zon op aarde door veranderende activiteit van de zon

De zonneconstante is het over een lange periode gemiddelde van de hoeveelheid energie in de vorm van elektromagnetische straling van de zon die per tijdseenheid en per oppervlakte-eenheid passeert door een oppervlak buiten de dampkring loodrecht op de stralingsrichting op een afstand van 1 AE van het middelpunt van de zon, ongeveer de afstand tussen de zon en de aardatmosfeer. De waarde van de zonneconstante is ongeveer 1360,8 ± 0,5 W/m² tijdens een zonneminimum en 0,1% hoger tijdens een maximum.
Doordat de zonneconstante is gedefinieerd op een bepaalde afstand van de zon, is de waarde niet afhankelijk van de iets variërende afstand tussen aarde en zon. De sterkte van de zon ondervindt echter kleine fluctuaties. Door de veranderende afstand tot de zon (excentriciteit van de aardrevolutie van ellipsvormig tot rond; een cyclus van 100.000 jaar), fluctueert de werkelijke hoeveelheid stralingsenergie van de zon ongeveer 6,9% gedurende het jaar, van 1412 W/m² in januari tot 1312 W/m² in juli, want in januari staat de aarde dichter bij de zon. Bovendien fluctueert de waarde door verandering in de zonne-activiteit zelf. Deze variatie aan de rand van de atmosfeer heeft overigens geen invloed op de temperatuur van het aardoppervlak.
Doordat de aarde een stralingsbundel opvangt met een doorsnede van een kwart van het aardoppervlak, is de binnenkomende energie per oppervlakte-eenheid gemiddeld een kwart van de zonneconstante. Van dit kwart, zijnde 340 W/m², wordt gemiddeld zo'n 30% gereflecteerd, de planetaire albedo. Dit kan variëren van 80% in het geval van ijs en sneeuw tot 10% bij wateroppervlakten. De overige 70% wordt geabsorbeerd, waarbij de atmosfeer 74 W/m² opneemt van de resulterende 239 W/m² en het aardoppervlak 165 W/m². Variaties hierin worden veroorzaakt door een wisselende albedo, de wisselende zonneconstante zelf en veranderingen in de samenstelling van de atmosfeer (broeikasgassen, wolkendek, atmosferische reflectie en absorptie).
Als de temperatuur op aarde constant is, betekent dit dat de stralingsbalans neutraal moet zijn. Dat wil zeggen dat de energie van inkomende kortgolvige zonnestraling de aarde weer verlaat als uitgaande langgolvige aardse straling.

## Zonneconstante voor de planeten
| Planeet              | Afstand in AE | Gemiddelde Ee in W / m² | Ee in vergelijking met aarde |
| -------------------- | ------------- | ----------------------- | ---------------------------- |
| Mercurius            | 0,387         | 9123                    | 6,673                        |
| Venus                | 0,723         | 2615                    | 1,913                        |
| Aarde                | 1             | 1361                    | 1                            |
| Mars                 | 1,524         | 589                     | 0,431                        |
| Ceres (dwergplaneet) | 2,766         | 179                     | 0,131                        |
| Jupiter              | 5,204         | 50                      | 0,037                        |
| Saturnus             | 9,582         | 15                      | 0,011                        |
| Uranus               | 19,201        | 3,7                     | 0,0027                       |
| Neptunus             | 30,047        | 1,5                     | 0,0011                       |
| Pluto (dwergplaneet) | 39,236        | 0,9                     | 0,00065                      |
| Eris (dwergplaneet)  | 67,695        | 0,3                     | 0,00022                      |